# Sant Marc del Vilar
Sant Marc del Vilar és una església del municipi de Lles de Cerdanya (Cerdanya) protegida com a bé cultural d'interès local.

## Descripció
És un edifici de planta rectangular, d'una sola nau i un cos afegit prop de la capçalera (sagristia). Sense coberta, encara que queden restes de teules i de l'embigat de fusta. Un arc apuntat obre una fornícula a la paret que substituiria l'absis. Es conserva un arc former, de mig punt i amb la clau de dovella formada de trossos de pissarra. El campanar d'espadanya amb un sol forat està a punt de caure. Un tancat de pedra seca volta l'església.
En l'actualitat i des d'abans dels anys vuitanta, el campanar és desaparegut i l'interior de l'edifici és ple de verdisses desgut a l'ensorrament de la part superior de l'ermita.
L'aparell és de còdols sense treballar exceptuant els angles de l'edifici, en els quals les pedres han estat triades i treballades. Pel que resta de la paret de capçalera podem afirmar que l'ermita estava coberta amb teulada a doble vessant amb perfil suau.
La façana presenta un accés rectangular amb bastiment de fusta i dues finestres quadrades ¡als laterals. Davant de la porta es conserva un pilar fet del mateix tipus que podria tractar-se de les restes d'un porxo.
A l'interior s'observa que la nau estava separada en dos espais per una gran arcada cega que arrenca de dues pilastres adossades a les parets a la manera d'arc triomfal. Al fons, un arc peraltat adossat a la paret de la capçalera definiria l'altar. Al murt de llevant es veu l'arcada que connecta amb la capella o sagristia, actualment tapiada.